# Iris cristata
Iris cristata es una especie de planta en el género Iris. Es una planta perenne rizomatosa, endémica del este de Estados Unidos. Sus flores son de color violeta claro con una mancha blanca y una cresta naranja o amarilla. Es pariente de Iris lacustris, el único otro iris nativo de América del Norte. Se le cultiva como planta ornamental en regiones de clima templado.

## Descripción
Tiene rizomas delgados, verdosos, o amarillentos blanquecinos. Tienen raíces superficiales. Se propagan enviando estolones largos desde múltiples ramas. Pueden tener hasta 2–8 ramas en forma de cordón. Las ramas miden de 20 a 30 cm de largo y 1-2 mm de ancho. Debajo de los rizomas hay raíces carnosas. Las ramas son marrones. Su hábito rastrero puede crear grandes masas de plantas con el tiempo.
Sus flores fragantes, miden de 3 a 5 cm de diámetro, y son de tonos de azul, del tono lavanda, al lila, y azul claro. Ocasionalmente las hay blancas, y muy rara vez rosadas.

## Distribución y hábitat
Es una planta nativa de regiones templadas en Estados Unidos.
Se le encuentra en el noreste, centro-norte, sureste de Estados Unidos. Habita en las montañas Ouachita, montañas Allegheny, los Apalaches y las montes Ozark.
Crece en suelos calcáreos, en bosques de roble, sobre laderas montañosas, en barrancos, en repisas montañosas, y a la vera de arroyos.

## Toxicidad
Al igual que otros irises, casi todas las partes de la planta son venenosas (rizoma y hojas), si se la ingiere puede causar dolores de estómago y vómitos. También la manipulación de la planta puede causar irritación de la piel o una reacción alérgica. Puede producir dermatitis.

## Usos
Se la ha identificado como una planta con potencial medicinal. Era utilizada por los indios cherokee de América del Norte en medicinas naturales. Un preparado con raíz pulverizada como ungüento para úlceras. Una infusión se utilizaba para problemas hepáticos. Otro preparado utilizando la raíz se usaba para tratar la  "orina amarillenta."      La raíz también se utilizaba como ingrediente de una crema que se aplicaba a las úlceras de la piel. La raíz ha sido utilizada como especia.
En el siglo XIX, los cazadores utilizaban la raíz, para aplacar la sed. Inicialmente tiene un sabor dulce y luego se vuelve picante y acre.